# Kaukasische Synagoge (Krynki)
Koordinaten: 53° 15′ 54″ N, 23° 46′ 16,7″ O

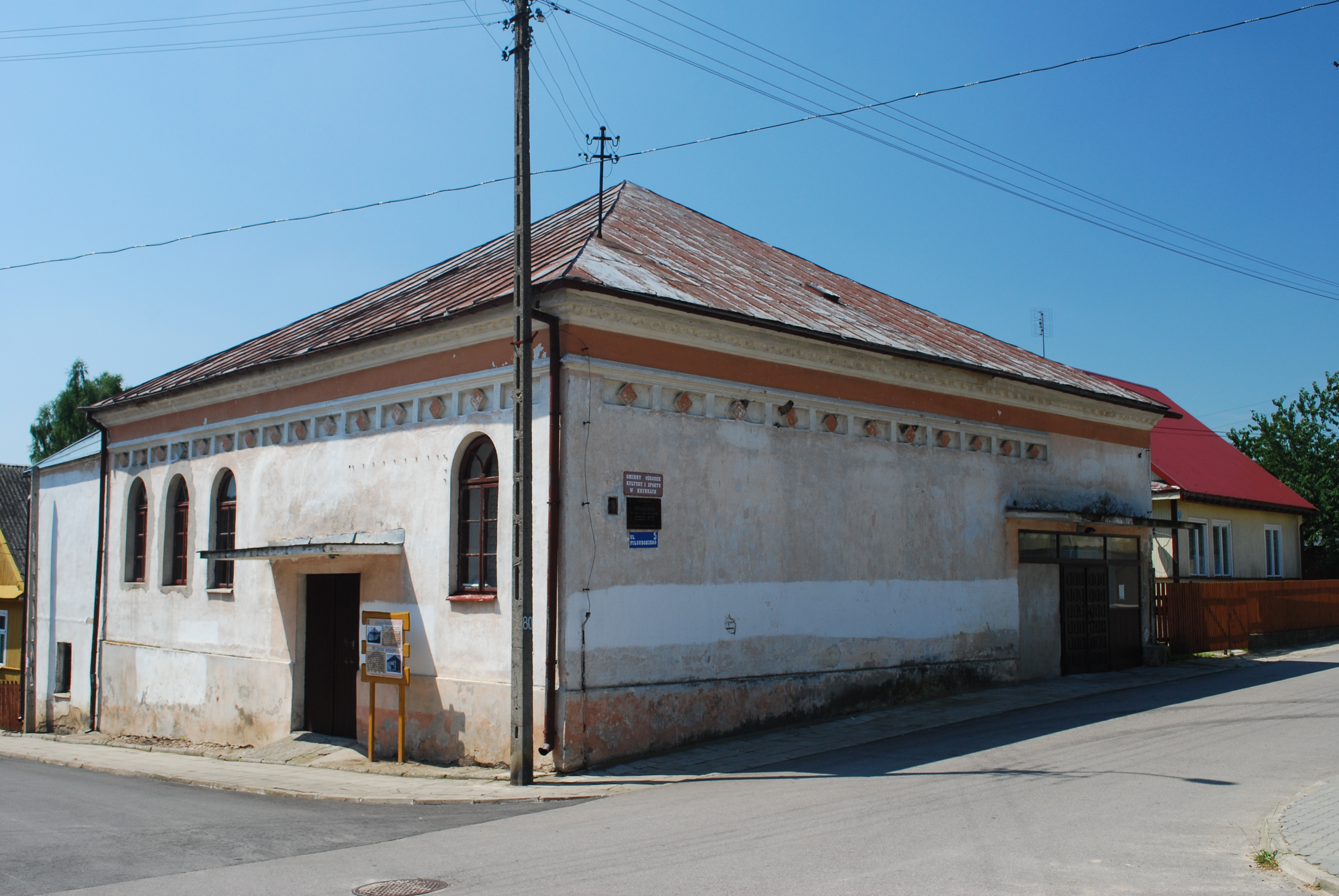
Kaukasische Synagoge in Krynki (2009)

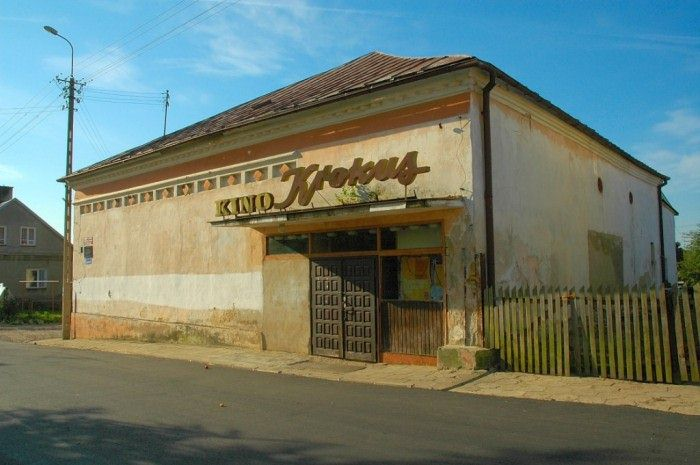
Die ehemalige Synagoge als Kino (Datum ?)

Die sogenannte Kaukasische Synagoge in Krynki, einer polnischen Stadt in der Woiwodschaft Podlachien, wurde 1850 errichtet. Die profanierte Synagoge in der Piłsudski-Straße 5 ist ein geschütztes Kulturdenkmal.
Das Gebäude wurde zu Beginn der deutschen Besatzung im Zweiten Weltkrieg am 1. Juli 1941 verwüstet. Im Jahr 1955 wurde es umgebaut und im Inneren ein Kino eingerichtet. Damals wurde die Bima entfernt, alle Fenster des Frauenabteils und einige Fenster des Hauptgebetsraums wurden zugemauert. Später wurde das Gebäude als Kulturhaus genutzt.